# Caccobius semiaeneus
Caccobius semiaeneus là một loài bọ cánh cứng trong họ Bọ hung (Scarabaeidae).